# Jezioro Jezuickie Małe
Jezioro Jezuickie Małe – jezioro w Polsce, położone w środkowej części województwa kujawsko-pomorskiego, w powiecie bydgoskim, w gminie Białe Błota. 

## Położenie
Jezioro znajduje się ok. 2,5 km na zachód od miejscowości Białe Błota i 5 km na południowy zachód od granic miasta Bydgoszczy. Położone jest między drogą krajową nr 5, a linią kolejową nr 356. Na północny wschód od jeziora znajduje się droga krajowa nr 10. 

## Charakterystyka fizycznogeograficzna
Pod względem fizycznogeograficznym, jezioro znajduje się w mikroregionie Równina Rynarzewska, w mezoregionie Kotlina Toruńska, który jest fragmentem makroregionu Pradolina Toruńsko-Eberswaldzka. Niecka jeziora Jezuickiego Małego powstała na terenie wysokiej terasy pradolinnej, o wysokości bezwzględnej 66 m n.p.m., zaliczanej do poziomów erozyjno-akumulacyjnych. 

## Opis
Jezioro w rzucie zbliżone jest do koła. Należy do małych i płytkich akwenów. Wzdłuż brzegów posiada dobrze rozwiniętą strefę szuwarową, a w szczególności od strony wschodniej. Powierzchnia jeziora ulega niewielkim zmianom w związku z zarastaniem i obniżeniem się poziomu wód gruntowych. Dostęp do akwenu dogodny jest jedynie od północy od osady Jasiniec, gdzie istnieje przystanek kolejowy Jasiniec Białebłota na nieczynnej linii kolejowej nr 356 Bydgoszcz – Wągrowiec. Na północnym krańcu jeziora istnieje niewielka trawiasta plaża oraz drewniany pomost. 
W przyjeziornych szuwarach Jeziora Jezuickiego Małego notowano siedliska ptaków chronionych m.in.: perkoza, bąka, krogulca, myszołowa, pustułki, kobuza, derkacza, żurawia, puszczyka, zimorodka, dudka, dzięcioła czarnego.

## Rybactwo
Jezioro jest użytkowane rybacko przez Polski Związek Wędkarski oddział Bydgoszcz.